# Antepipona pulchella
Antepipona pulchella är en stekelart som först beskrevs av Gerst. 1857.  Antepipona pulchella ingår i släktet Antepipona och familjen Eumenidae. Inga underarter finns listade i Catalogue of Life.